# نظرية نقدية (اقتصاد)

نظرية كمية النقود

يقصد بالنظرية النقدية (Monetary Theory)، ذلك الفرع من الاقتصاد الذي يدرس ويحلل استعمالات النقود ووظائفها وآثارها في أنتاج السلع والخدمات وتوزيعها وأستهلاكها، وقد أنبثقت عن النظرية النقدية نظريات تبحث في قيمة النقود وفي الدخل والأنفاق، كنظرية المعاملات (Transactions Theory)، ونظرية النقد والرصيد (Cash - Balance)، وغيرها.